# I liga paragwajska w piłce nożnej (1935)
Pierwszym w historii zawodowym mistrzem Paragwaju został klub Cerro Porteño, natomiast pierwszym w historii zawodowym wicemistrzem Paragwaju – klub Club Sol de América.
Mistrzostwa rozegrano systemem każdy z każdym po jednym meczu. Najlepszy w tabeli klub został mistrzem Paragwaju.
Z ligi nikt nie spadł i nikt do niej nie awansował.
Klub CALT (skrót od Compańia Americana de Luz y Tracción) zmuszony został po zakończeniu sezonu do zmiany nazwy w związku z zakazem reklamowania prywatnych firm. CALT od następnego sezonu znany był pod nazwą Atlético Corrales. Ponadto do rozgrywek w następnym sezonie dopuszczono klub Sportivo Luqueño, co zwiększyło ligę z 10 do 11 klubów.

## Primera División
Liga Paragwajska decyzją z dnia 7 lipca 1935 roku wykluczyła ze swych rozgrywek wszystkie kluby, które posiadały stadiony poza granicami miasta Asunción. Z tego powodu w rozgrywkach nie wzięły udziału następujące kluby (poprzednio pierwszoligowe): Presidente Alvear Asunción, Sportivo Luqueño, CALT Asunción, Universo Asunción i General Caballero Asunción. Jednak klub CALT Asunción, posiadający nowoczesny stadion i wpływowe kierownictwo, dopuszczony został w końcu do rozgrywek mistrzowskich.

### Kolejka 1
| Data             | Mecz |
| ---------------- | --- |
| 15 września 1935 | Cerro Porteño – Club Nacional 1:0 mecz przerwany w 65 minucie, gdyż piłkarze klubu Club Nacional odmówili dalszej gry po tym, jak sędzia nie przyznał im rzutu karnego nie jest pewne, czy mecz ten rzeczywiście rozegrany został w pierwszej kolejce mistrzostw Paragwaju |

### Kolejka 3
| Data              | Mecz                                                                                     |
| ----------------- | ---------------------------------------------------------------------------------------- |
| 17 listopada 1935 | Club Sol de América – Cerro Porteño 4:3 w meczu tym klub Cerro Porteño prowadził już 3:0 |

### Kolejka 9
| Data           | Mecz                             |
| -------------- | -------------------------------- |
| 8 grudnia 1935 | Club Olimpia – Cerro Porteño 1:3 |

### Tabela końcowa sezonu 1935
| Poz | Klub                  | Mecze | Zw | Rem | Por | Punkty |
| --- | --------------------- | ----- | -- | --- | --- | ------ |
| 1   | Cerro Porteño         | 9     | 8  | 0   | 1   | 16     |
| 2   | Club Sol de América   | 9     | ?  | ?   | ?   | 12     |
| 3   | Club Libertad         | 9     | ?  | ?   | ?   | 11     |
| 4   | Club Olimpia          | 9     | ?  | ?   | ?   | 10     |
| 5   | Club Nacional         | 9     | ?  | ?   | ?   | 9      |
| 6   | CALT Asunción         | 9     | ?  | ?   | ?   | 9      |
| 7   | Club Guaraní          | 9     | ?  | ?   | ?   | 7      |
| 8   | Atlántida SC          | 9     | ?  | ?   | ?   | 6      |
| 9   | Club Presidente Hayes | 9     | ?  | ?   | ?   | 5      |
| 10  | Club River Plate      | 9     | ?  | ?   | ?   | 5      |

## Klasyfikacja strzelców w sezonie 1935
| Gole | Piłkarz      | Klub          |
| ---- | ------------ | ------------- |
| 16   | Pedro Osorio | Cerro Porteño |